# Kanuslalom-Weltmeisterschaften 1957
Die Kanuslalom-Weltmeisterschaften 1957 fanden 1957 in Augsburg in Deutschland statt. 

## Ergebnisse

### Einer-Kajak
Männer:
| Platz | Land | Sportler       |
| ----- | ---- | -------------- |
| 1     | GER  | Manfred Vogt   |
| 2     | TCH  | Dimitri Skolil |
| 3     | GDR  | Heinz Bieleg   |

Frauen:
| Platz | Land | Sportler         |
| ----- | ---- | ---------------- |
| 1     | GDR  | Brigitte Magnus  |
| 2     | GDR  | Eva Setzkorn     |
| 3     | GDR  | Anneliese Seidel |

### Einer-Kajak-Mannschaft
Männer:
| Platz | Land | Sportler                                   |
| ----- | ---- | ------------------------------------------ |
| 1     | GDR  | Reinhard Sens Eberhard Gläser Heinz Bielig |
| 2     | TCH  | Vladimír Cibák Jan Para Dimitrij Skolil    |
| 3     | GER  | Manfred Vogt Günter Kirchner Schröder      |

Frauen:
| Platz | Land | Sportler                                                  |
| ----- | ---- | --------------------------------------------------------- |
| 1     | GDR  | Brigitte Magnus Elfriede Hugo-Schneider Eva Setzkorn      |
| 2     | GER  | Rodemarie Biesinger Inge Walthemate Hanni Mendes da Costa |
| 3     | AUT  | Hella Philips Gertrude Stöllner Fritzi Schwingl           |

### Einer-Canadier
Männer:
| Platz | Land | Sportler           |
| ----- | ---- | ------------------ |
| 1     | GDR  | Manfred Schubert   |
| 2     | GDR  | Emil Zimmermann    |
| 3     | FRA  | Jean-Claude Tochon |

### Einer-Canadier-Mannschaft
Männer:
| Platz | Land | Sportler                                       |
| ----- | ---- | ---------------------------------------------- |
| 1     | GER  | Heiner Stumpf Otto Stumpf Günther Beck         |
| 2     | GDR  | Emil Zimmermann Gert Kleinert Manfred Schubert |
| 3     | TCH  | Vladimír Jirásek Jiří Hradil Luděk Beneš       |

Mixed:
| Platz | Land | Sportler                          |
| ----- | ---- | --------------------------------- |
| 1     | GDR  | Brigitte Schmidt Manfred Glöckner |
| 2     | GDR  | Ellen Krügel Siegfried Seidelmann |
| 3     | GDR  | Waltraud Schale Rudolf Seifert    |

### Zweier-Canadier
Männer:
| Platz | Land | Sportler                        |
| ----- | ---- | ------------------------------- |
| 1     | GDR  | Dieter Friedrich/Horst Kleinert |
| 2     | TCH  | Václav Havel/Josef Hendrych     |
| 3     | TCH  | František Hrabě/Jiří Kotana     |

### Zweier-Canadier-Mannschaft
Männer:
| Platz | Land | Sportler                                                                       |
| ----- | ---- | ------------------------------------------------------------------------------ |
| 1     | TCH  | František Hrabě/Jiří Kotana Václav Havel/Josef Hendrych Rehor/Flegr            |
| 2     | SUI  | Kadmka/Charles Dussuet Pessina/Zürcher Jean-Paul Rössinger/Tauss               |
| 3     | GDR  | Brendel/Grosswig Dieter Friedrich/Horst Kleinert Dieter Goethe/Lothar Schubert |

Mixed:
| Platz | Land | Sportler                                                                           |
| ----- | ---- | ---------------------------------------------------------------------------------- |
| 1     | GDR  | Waltraud Schale/Rudolf Seifert Schmieder/Seidler Brigitte Schmidt/Manfred Glöckner |
| 2     | FRA  | Bonnaud/Thezier Guette/Olry E. Spahr/M. Spahr                                      |

## Medaillenspiegel
| Platz  | Land                            | Gold | Silber | Bronze | Gesamt |
| ------ | ------------------------------- | ---- | ------ | ------ | ------ |
| 1      | Deutsche Demokratische Republik | 7    | 4      | 4      | 15     |
| 2      | Deutschland                     | 2    | 1      | 1      | 4      |
| 3      | Tschechoslowakei                | 1    | 3      | 2      | 6      |
| 4      | Frankreich                      | -    | 1      | 1      | 2      |
| 5      | Schweiz                         | -    | 1      | -      | 1      |
| 6      | Österreich                      | -    | -      | 1      | 1      |
| Gesamt | Gesamt                          | 10   | 10     | 9      | 29     |